# Chinya, Nagamangala
Chinya là một làng thuộc tehsil Nagamangala, huyện Mandya, bang Karnataka, Ấn Độ.